# Canal vocal
Le canal vocal, appelé aussi tractus vocal, s'étend de la glotte jusqu'aux lèvres et aux narines. Sonore ou silencieux, le souffle pulmonaire traverse ce canal vocal, il peut emprunter trois conduits, les cavités gutturale, buccale et nasale.

## Canaux gutturo-buccal et gutturo-nasal
- Lorsque le voile du palais se relève et ferme l'accès aux fosses nasales, le canal vocal est gutturo-buccal (il traverse le gosier et la bouche).

- Si le voile du palais s'abaisse, empêchant l'expiration par la bouche, le canal vocal est gutturo-nasal (il traverse les conduits de la gorge et du nez).

Le souffle sonore résonne dans le canal vocal qu'il emprunte, et s'y charge d'harmoniques qui enrichissent d'un timbre particulier le son fondamental qu'il porte.